# Малаялам

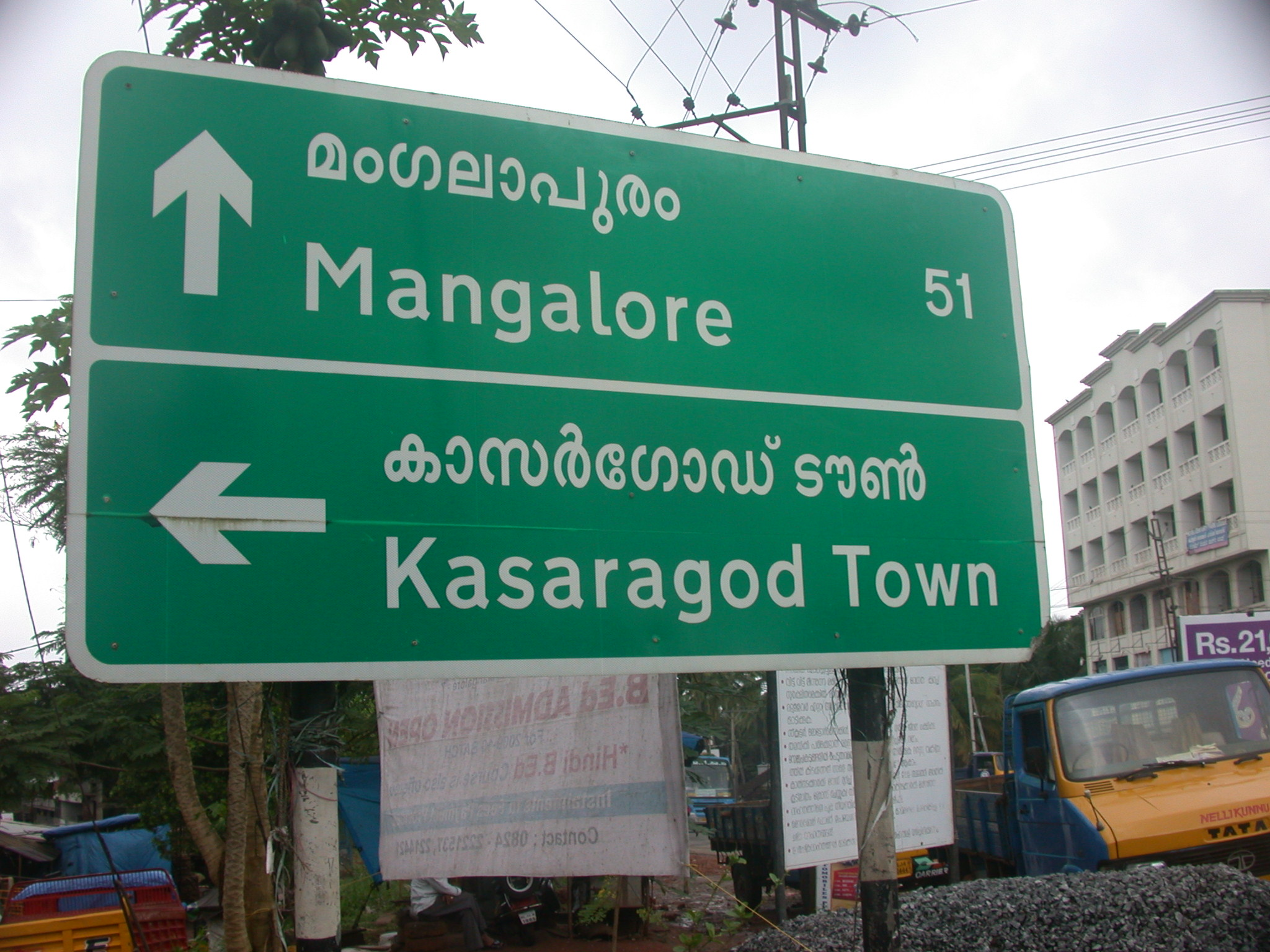
Дороговказ англійською мовою і мовою малаялам

Малая́лам (невідмінюване, самоназва: മലയാളം, Malayāḷam) — дравідійська мова, поширена на півдні півострова Індостан, офіційна мова індійського штату Керала. Також мовою розмовляють у сусідніх штатах Індії, країнах Африки, Близького Сходу, Сінгапурі.

## Історія
Перші пам'ятки писемності на малаялам — наскельні написи і написи на металевих пластинках — датуються кінцем IX століття. Протягом наступних чотирьох століть такі епіграфічні тексти, виконані переважно письмом ваттежутти, залишаються єдиним джерелом відомостей про мову. У міру розвитку літературної мови, малаялам поступово позбавляється і від зайвих тамілізмів, і від крайнощів маніправалам: до XVII століття класичний малаялам досягає найвищого розквіту в творах Тунджатти Рамануджана, прозваного Ежуттаччаном, і інших видатних поетів того часу.
У становленні сучасної літературної мови, важливу роль зіграли фольклорні жанри — народні пісні і балади, а також популярні у простого народу драми чамшу і аттакатха, в яких поетичні тексти чергувалися з прозовими. Швидкий розвиток прози в XIX—XX ст. завершив утвердження загальнонародної мови в літературі. Мовою малаялам виходить 199 щоденних, 157 щотижневих, 619 щомісячних видань (станом на 1998 рік). Використовується у якості літургійної мови різними християнськими конфесіями та громадами Індії.

## Характеристики
Використовується складова алфавітна писемність малаялам, що відрізняється від загальноіндійської брахмі, й розвинулася близько XII століття. В даний час використовується 56 букв, з них 20 — для позначення довгих і коротких голосних, інші — для приголосних.
Характерні риси фонологічної системи:
- спорадично виявляється сингармонізм голосних переднього і заднього ряду;
- збереження протодравідійських альвеолярного змичного t і м'яко носового ñ (при подвоєнні і в початковій позиції);
- розвиток групи сибилянтів (дентальний s, альвеолярний ś, ретрофлексний ṣ).

Фінітивні (особисті) форми дієслова позбавлені показників роду, числа, особи; в тих випадках, коли показник фінітності ŭ представлений нульовим аломорф, їх форми збігаються з формами дієприкметників майбутнього часу і дієприслівників. У словозміні дієслова переважають аналітичні форми. Категорія роду є у іменників, займенників і числівників і узгоджувальної — у прикметників і деяких нефінітних форм дієслова (причетні імена).

## Цікаві факти
- Назва мови «малаялам» складається зі слів «mala», що означає «гора», і «aalam» — «місце».
- Назва мови латиницею є паліндромом, тобто словом, яке однаково звучить в обох напрямках прочитування.
- В романі Любка Дереша «Культ» є персонаж, якого звати Павук Малаялам.

## Діалекти
Виділяється чотири групи територіальних діалектів:
- південна (діалекти південного, центрального і північного Траванкора, діалект західного Вембанад);
- центральна (кочінський діалект);
- північна (діалекти південного, центрального і північного Малабара, діалекти південно-східного і північно-західного Палгхата, ваянадський і північний діалекти);
- Лакадівські (діалект Лакадівських островів).